# Sylvia Zappi
Pour les articles homonymes, voir Zappi.
Sylvia Zappi, née le 4 juillet 1961, est une journaliste et militante politique française.

## Biographie

### Engagement politique
Franco-italienne, Sylvia Zappi naît le 4 juillet 1961 à Neuilly-sur-Seine et suit des études d'histoire et d'anglais et obtient une double licence à la Sorbonne.
Dans les années 1980, elle « milit[e] à l'extrême gauche », « se mobilise pour la cause féministe » et adhère à l'Union nationale des étudiants de France-Indépendante et démocratique (Unef-ID). Membre de la Ligue communiste révolutionnaire (LCR) de 1981 à 1988, elle est en 1986, lors des manifestations contre le projet de loi Devaquet, porte-parole de la Coordination étudiante. Elle revient longuement cette expérience dans un livre (Notre printemps en hiver, co-écrit avec David Assouline) et un entretien à France Inter. En 1988, elle à la campagne présidentielle du communiste Pierre Juquin. Elle se tourne ensuite en direction des Verts.

### Carrière de journaliste
Après un stage au service politique du Monde, elle est embauchée à L'Étudiant, où elle s'occupe d'enseignement supérieur. Elle rejoint ensuite l'éphémère La Truffe, puis Le Monde de l'éducation, avant de retourner au Monde. Elle y suit les questions politiques (2005-2012) et sociétales comme celles relatives aux banlieues. Après avoir été durant deux ans reporter politique, elle suit depuis 2018 le Parti socialiste.
Militante syndicale de longue date, elle représentait la Confédération française démocratique du travail (CFDT) dans les divers comités d'entreprise auxquels elle appartient. Le 28 avril 2021, elle s'indigne de l'interpellation des  anciens terroristes des Brigades rouges arrêtés en France.

## Critiques
Sylvia Zappi a fait l'objet de nombreuses critiques de la part d'Acrimed. En 2005, l'association l'accuse d'avoir dressé un « portrait malveillant » de Jacques Nikonoff alors patron d'Attac. En 2006, Acrimed l'accuse à nouveau de « malveillance » dans un article sur une réunion du Forum social européen qui s'est tenu à Athènes et dont elle a rendu compte depuis Paris en se rendant coupable de  « plusieurs approximations ». 
En décembre 2014, Sylvia Zappi décrit Saint-Étienne comme « la capitale des taudis » et suscite une intense polémique,,,. Le médiateur du Monde explique que l'article a déclenché « un déluge de courriers, avalanche de réactions sur Twitter, pluie de réactions acides, courroucées ou désabusées jusque dans les tribunes du stade Geoffroy-Guichard » et tente d'éteindre l'incendie,.

## Publications
- Avec David Assouline, Notre printemps en hiver : le mouvement étudiant de décembre 1986, Paris, La Découverte, coll. « Cahiers libres », 1987, 336 + 8 (ISBN 2-7071-1687-4).
- Avec Fadela Amara, Ni putes ni soumises, Paris, La Découverte, coll. « Cahiers libres », 2003, 154 p. (ISBN 2-7071-4142-9).
- Avec Stéphane Gatignon, À ceux que la gauche désespère : entretiens avec Sylvia Zappi, Paris, Le Cherche midi, coll. « Documents », 2008, 154 p. (ISBN 978-2-7491-1361-6).
- Avec Christian Picquet et Marie-Pierre Vieu, Le Trostsko et la Coco : entretiens par Sylvia Zappi, Paris, Arcane 17, coll. « Écrits politiques : reconstruisons la gauche » (no 1), 2010, 131 p. (ISBN 978-2-918721-04-8).
- La Maison des vulnérables, Paris, Le Seuil, coll. « Raconter la vie », 2016, 98 p. (ISBN 978-2-37021-118-7).